# Richthof (Freystadt)
Richthof ist ein Gemeindeteil der Stadt Freystadt im Landkreis Neumarkt in der Oberpfalz in Bayern.

## Lage
Der Weiler liegt auf 440 m ü. NHN, östlich der Schwarzach und rund fünf Kilometer nördlich des Gemeindesitzes im Albvorland der Südlichen Frankenalb. Zwei Kilometer nordwestlich von Richthof erhebt sich der auf 529 Meter ansteigende bewaldete Möningerberg mit dem Freystädter Gemeindeteil Möningerberg.

## Ortsnamensdeutung
„Richterhöfe sind Höfe, welche durch Reutungen, oberpfälzisch Richter, entstanden sind.“ (Karl Kugler)

## Geschichte
Als der Reichsministeriale Gottfried von Sulzbürg (= das spätere wolfsteinsche Geschlecht) und seine Gemahlin Adelheid von Hohenfels das Zisterzienserinnenkloster Seligenporten stifteten, gehörte laut dem Schutzbrief des Eichstätter Bischofs Heinrich IV. von 1249 zu den Fundationsgütern von „Felix Porta“ auch drei Höfe in „Riut“ samt dem Zehent. Laut Felix Mader ist dieses „Riut“ jedoch nicht das heutige Richthof, sondern gemäß dem Seligenportner Kopialbuch des 16. Jahrhunderts der Ort Obernricht.
Laut einer Möninger Pfarrbeschreibung von 1542 stand dem Pfarrer von Möning der Kleinzehent von Richthof zu. 1556 wurde unter dem Pfalzgrafen Ottheinrich die Reformation eingeführt. Mit der Rückkehr von Pfalzgraf Wolfgang Wilhelm zum alten Glauben erfolgte 1625 die Wiedereinführung der katholischen Religionsausübung. In einer Zehentbeschreibung von 1734 ist der Groß- und Kleinzehent von Richthof als Besitz des Klosters Seligenporten ausgewiesen.
Gegen Ende des Alten Reiches, um 1800, unterstand der Weiler mit seinen drei Anwesen (zwei 3⁄4-Höfe und ein Halbhof) grundherrlich und damit niedergerichtlich zum kurfürstlichen Klosterrichteramt Seligenporten. Die Hochgerichtsbarkeit übte das kurfürstliche Schultheißenamt Neumarkt aus.
Im Königreich Bayern wurde Richthof zwischen 1810 und 1820 dem Steuerdistrikt Möning zugeteilt. Um 1820 bildeten die drei Orte Aßlschwang, Richthof und Rohr die Ruralgemeinde Aßlschwang im Landgericht (ab 1862 Bezirksamt, ab 1879 Landkreis) Neumarkt.
1875 hatte die Gemeinde in ihren drei Orten insgesamt 353 Einwohner; in Richthof lebten 29 Personen, und dort wurden neun Pferde und 54 Stück Rindvieh gehalten. Die Kinder besuchten die katholische Schule der 2,5 km entfernten Pfarrei St. Willibald in Möning. Ein Jahrhundert später hatte sich die Einwohnerzahl von Richthof halbiert.
Mit der Gebietsreform in Bayern wurde die Gemeinde Aßlschwang und damit auch Richthof  zum 1. Januar 1972 in die Stadt Freystadt eingemeindet.
Einer der Höfe hat sich seit 2007 auf Ziegen spezialisiert und gilt als Biohof und als Erlebnisbauernhof.

### Einwohnerentwicklung
- 1835: 24 (4 Häuser, 4 Familien)[11]
- 1867: 32 (11 Gebäude)[12]
- 1875: 29 (11 Gebäude)[13]
- 1900: 27 (4 Wohngebäude)[14]
- 1938: 23[15]
- 1961: 15 (4 Wohngebäude)[16]
- 1987: 10 (3 Wohngebäude, 3 Wohnungen)[17]
- 2020: 17[1]

## Verkehr
Zu erreichen ist das Dorf über die Staatsstraße 2238, von Freystadt aus in nördlicher und von dem Berngauer Gemeindeteil Röckersbühl aus in südwestlicher Richtung. Eine Gemeindeverbindungsstraße führt nach dem Freystädter Gemeindeteil Kittenhausen.

## Sonstiges

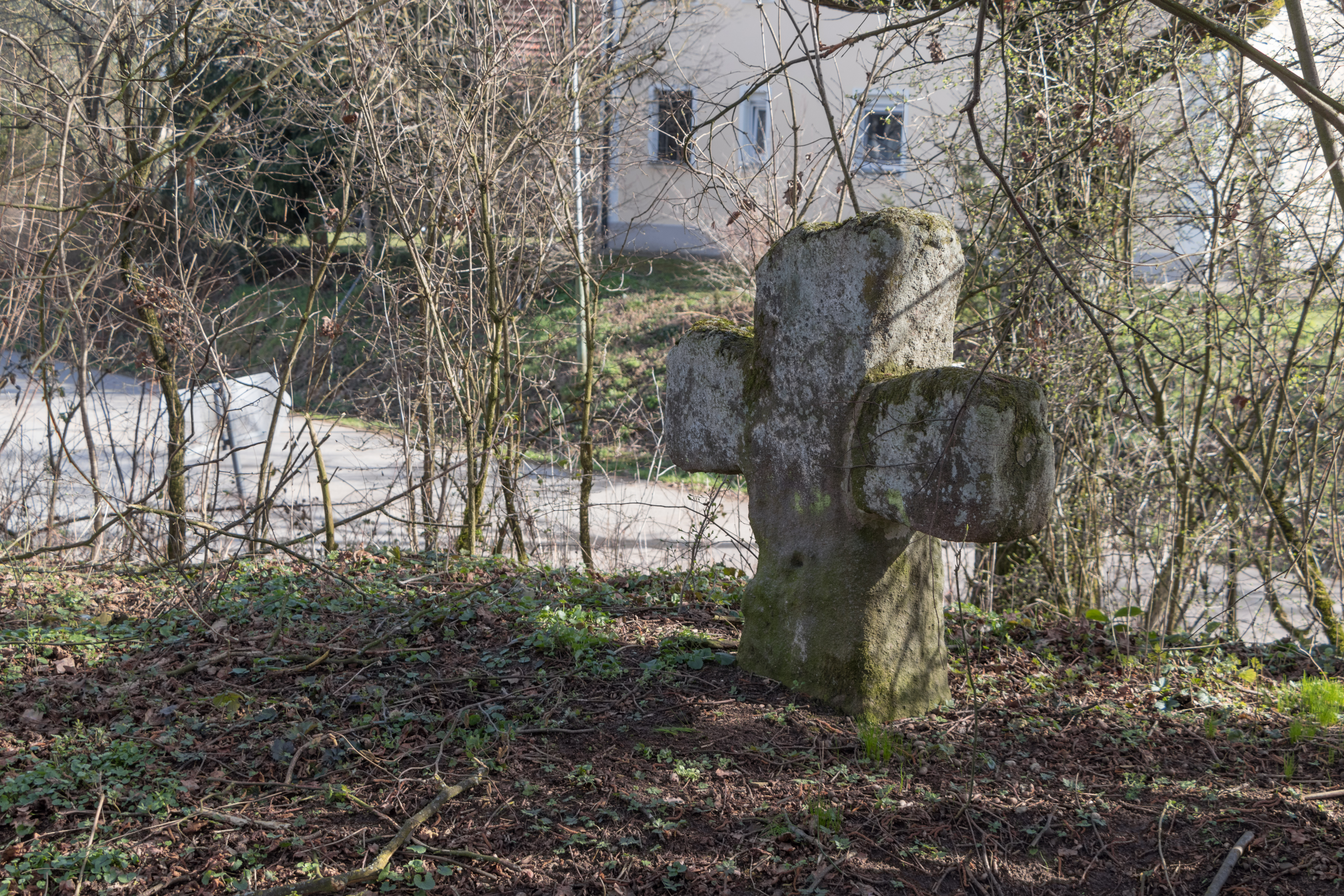
Steinkreuz in Richthof

Ein wohl spätmittelalterliches Steinkreuz steht am Haus Nr. 3 und ist als Baudenkmal ausgewiesen.
Bei Richthof ist der Partshof/Batzhof, 1286 und 1567 genannt, abgegangen.